# Ousas

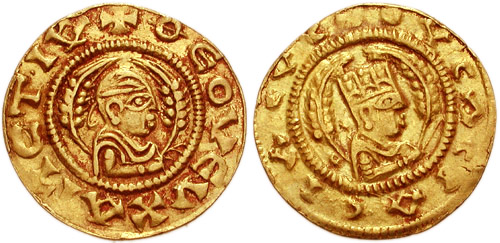
Goldmünze des Ousas

Ousas war ein christlicher König des Aksumitischen Reiches in Afrika, der Ende des vierten Jahrhunderts regierte. Der Herrscher ist fast nur von seinen Münzen bekannt, wobei jene denen von Ella Asbeha ähneln. Deshalb wurde bereits vermutet, Ousas sei lediglich ein anderer Name von Tazena, der wiederum in späterer Tradition und auf Münzen des Ella Asbeha als dessen Vater erscheint.
Auf seinen Münzen erscheint auf beiden Seiten die Büste des Ousas. Auf der Vorderseite befindet sich meist die Aufschrift: OYCAC BACILEYC – Ousas, der König−, auf dem Revers THEOY EYXAPICTIA – durch die Gnade Gottes.

## Weitere Könige
- Liste der Könige von Aksum